# Pseuderotis cannescens
Pseuderotis cannescens är en fjärilsart som beskrevs av Clarke 1956. Pseuderotis cannescens ingår i släktet Pseuderotis och familjen plattmalar. Inga underarter finns listade i Catalogue of Life.